# Deutsch-kasachische Beziehungen
Deutschland und Kasachstan unterhalten seit dem 11. Februar 1992 diplomatische Beziehungen. Kasachstan ist für Deutschland der wichtigste Wirtschaftspartner in Zentralasien, Deutschland wiederum für Kasachstan der wichtigste Partner in Europa. Politisch unterstrichen wird dieses Tatsache durch wiederholte gegenseitige Besuche und regelmäßige Konsultationen.

## Institutionen
Deutschland unterhält eine Botschaft in Astana und ein Generalkonsulat in Almaty. 
Kasachstan verfügt über eine Botschaft in Berlin mit einer Außenstelle in Bonn sowie über ein Generalkonsulat in Frankfurt am Main und München. Honorarkonsuln residieren in Dortmund, Hannover, Magdeburg, Rostock und Stuttgart.
In Almaty existiert eine Deutsch-Kasachische Universität. Die Deutsch-Kasachische Gesellschaft (DKG) wurde 1997 gegründet und hat ihren Sitz in Bonn.
Beide Staaten sind Mitglieder der Vereinten Nationen und der Organisation für Sicherheit und Zusammenarbeit in Europa (OSZE), Kasachstan ist Mitglied der NATO-Partnerschaft für den Frieden.

## Politische Beziehungen
Seit der Aufnahme diplomatischer Beziehungen gab es 14 offizielle Besuche auf der Ebene der Staatsoberhäupter: zehn Mal war der kasachische Präsident in Deutschland, zuletzt Qassym-Schomart Tokajew am 28. September 2023; vier Mal der Bundespräsident in Kasachstan, zuletzt Frank-Walter Steinmeier im Jahr 2023. Bundeskanzler Olaf Scholz reiste im September 2024 nach Astana, wo bilaterale Termine und die Teilnahme am Gipfeltreffen mit den Staatsoberhäuptern der fünf zentralasiatischen Staaten (Z5+1-Gipfel) auf dem Programm standen.
Seit 2022 fanden jährliche bilateralen Konsultationen zwischen den Außenministerien statt. Seit 2009 führt das Bundesministerium für Ernährung und Landwirtschaft mit kasachischen Partnern einen Deutsch-Kasachische Agrarpolitische Dialog. Übergeordnete Aufgabe des Vorhabens ist es, einen Beitrag zur Entwicklung einer produktiven und ressourcenschonenden Landwirtschaft zu leisten.
Gegenseitige Kontakte gibt es auch auf parlamentarischer Ebene, in der Mäschilis gibt es die Freundschaftsgruppe „Kasachstan – Deutschland“, im Bundestag die Deutsch–Zentralasiatische Freundschaftsgruppe.

## Wirtschaftliche Beziehungen
Der bilaterale Handel lag im Jahr 2023 bei 8,75 Mrd. Euro, zusammengesetzt aus Importen nach Deutschland im Wert von 5,52 Mrd. Euro und Exporten nach Kasachstan im Wert von 3,23 Mrd. Euro. Damit belegt Kasachstan den 53. Platz unter den deutschen Exportzielen. Rund 400 Unternehmen aus Deutschland sind in Kasachstan vertreten. In Astana operiert eine Auslandshandelskammer (AHK) mit Zuständigkeit für Zentralasien.

## Geschichte
Frühe Kontakte zwischen Deutschen und Kasachen hängen oftmals mit den Expansionsbestrebungen des Russischen Reiches in Richtung Turkestan oder wissenschaftlichen Reisen deutscher beziehungsweise russlanddeutscher Forscher nach Zentralasien zusammen. So bereiste der deutsch-baltische Geologe Gregor von Helmersen als Forschungsreisender von 1833 bis 1836 unter anderem die Kasachensteppe.
Das nachmalige Kasachstan wurde, nachdem der russische Einfluss schon zuvor sehr stark geworden war, Mitte des 19. Jahrhunderts durch den russlanddeutschen General Konstantin Petrowitsch Kaufmann († 1882) und seiner Truppe endgültig unterworfen und dadurch dem Generalgouvernement Turkestan unterstellt.
Siedlungen von deutschen religiösen Minderheiten wie den Russlandmennoniten gab es im 19. Jahrhundert in mehreren Teilen des russischen Reichen und seit dem Ende des 19. Jahrhunderts auch auf dem Territorium des heutigen Kasachstans. Einen Schub erhielt die deutsche Anwesenheit in Kasachstan durch die von Stalin nach dem Überfall des Deutschen Reiches auf die Sowjetunion 1941 angeordnete Deportation der Wolgadeutschen nach Sibirien und Kasachstan, wo sie meist verstreut angesiedelt wurden. Die Deutschen unterstanden während und nach dem Zweiten Weltkrieg einer sogenannten Kommandantur mit strengen Meldepflichten, Ausgangsbeschränkungen und Diskriminierungen. Es herrschten längere Zeit lagerähnliche Zustände. Die Kommandantur wurde erst im Januar 1956 aufgehoben. Die deutschen Siedlungen bestanden jedoch weiter. Nachdem 1979 die Idee zur Bildung eines autonomen Gebiets der Deutschen in Kasachstan – in der Gegend von Akmolinsk/Zelinograd (heute Astana) mit einem hohen Anteil Deutschstämmiger – am Widerstand der einheimischen russischen und kasachischen Bevölkerung scheiterte, wanderten die meisten Kasachstandeutschen seit Ende der 1980er Jahre aus Kasachstan aus, um sich wieder in der Heimat ihrer Vorfahren anzusiedeln. Laut der Volkszählung von 2003 lebten 300.000 Deutsche in Kasachstan, vor allem im Norden des Landes und im Raum Astana. Laut Angaben des Auswärtigen Amtes lebten 2011 etwa 800.000 Kasachstandeutsche in Deutschland und 220.000 in Kasachstan.
Nachdem die Republik Kasachstan am 16. Dezember 1991 ihre Unabhängigkeit von der Sowjetunion erklärt hatte, wurde diese am 31. Dezember 1991 von Deutschland anerkannt. Seit dem 11. Februar 1992 existieren diplomatische Beziehungen. Seitdem haben sich die bilateralen Kontakte dynamisch entwickelt. Beispielsweise durch die Gemeinsame Erklärung vom 22. September 1992 über die Grundlagen der Beziehungen zwischen der Bundesrepublik Deutschland und der Republik Kasachstan, die bis 2008 andauernde bilaterale Entwicklungszusammenarbeit, das Abkommen über Partnerschaft und Zusammenarbeit zwischen den Europäischen Gemeinschaften und ihren Mitgliedstaaten und der Republik Kasachstan von 1999, die EU-Zentralasienstrategie von 2007, die Gemeinsame Erklärung über eine Partnerschaft für die Zukunft zwischen der Bundesrepublik Deutschland und der Republik Kasachstan von 2008 und das Deutschland-Jahr in Kasachstan 2010. Ebenfalls 2010 nahm Bundeskanzlerin Angela Merkel am OSZE-Gipfel in Kasachstans Hauptstadt Astana teil und traf auch den kasachischen Präsidenten Nursultan Nasarbajew. Hierbei wurde deutlich, was für die gesamte deutsche und europäische Außenpolitik gegenüber dem unabhängigen Kasachstan gilt: es besteht ein schmaler Grat zwischen der Wahrung und Beförderung wirtschaftlicher Interessen (das Land ist reich an Rohstoffen, beispielsweise Erdöl, Uran und Gold) auf der einen Seite und der Verbreitung rechtsstaatlicher und demokratischer Standards auf der anderen Seite. Von diesen ist Kasachstan unter dem autoritär regierenden Präsidenten Nasarbajew noch weit entfernt. So sollten beispielsweise die kasachischen Präsidentenwahlen 2012 und 2017 abgesagt werden, da es laut kasachischen Parlamentariern sowieso keine Alternative zu Nasarbajew gebe und Wahlen daher Geldverschwendung seien. Dieses (so nicht durchgeführte) Vorhaben wurde vom Ausland und auch von der deutschen Bundesregierung scharf kritisiert. Bei der dann 2011 doch stattgefundenen Wahl traten nur Gegenkandidaten an, die sich für einen Sieg des Amtsinhabers aussprachen.